# محمد زفزاف
محمد زفزاف (1945 – 2001) كاتب وروائي مغربي من الأدباء المغاربة المعاصرين وأحد أكثر الكتاب المغاربة مقروئية في العالم العربي. تجاوزت إبداعات زفزاف المحلية، حيث ترجمت مجموعة من أعماله للغات غير العربية. تميزت تجربته الأدبية بتواتر تيمات العوالم السفلية والإقصاء الاجتماعي، وبحمولتها الإنسانية وبلغتها الشاعرية السلسة، و هو ما أهّله لأن يعرف بلقب «شاعر الرواية المغربية» في المجتمع النقدي العربي.

## سيرته
ولد محمد زفزاف بمدينة سوق الأربعاء الغرب، وعاش طفولة صعبة، حيث توفي والده وهو ابن الخامسة. بعد مرحلة الدراسة الجامعية في شعبة الفلسفة، امتهن تدريس اللغة العربية بإحدى إعداديات مدينة القنيطرة، ثم ترك التدريس ليتولى أمانة مكتبة الإعدادية. انتقل بعد ذلك للعيش بمدينة الدار البيضاء، بحي المعاريف، حيث تفرغ للكتابة وعاش في عزلة بوهيمية بين فضاءات المدينة وجمعته صداقة كبيرة بالأديبين المغربيين إدريس الخوري ومحمد شكري.

كانت بدايات زفزاف في الستينات، في الشعر، قبل أن ينتقل للقصة والرواية. وكانت بداياته عبر نشر قصصه في مجموعة من المجلات الأدبية المشرقية كمجلة "المجلة" المصرية والأقلام العراقية والآداب اللبنانية، وهو ما مكنه من فرض اسمه في الساحة الأدبية العربية.

انضم زفزاف لاتحاد كتاب المغرب سنة 1968، و أصدر في 1970 أولى مجموعاته القصصية حوار في ليل متأخر، ثم روايته الأولى المرأة و الوردة، سنة 1972، و التي حققت زخما نقديا مهما حولها.

استمر إنتاج زفزاف إلى غاية 1993، عبر مجموعة من المجموعات القصصية والروايات الناجحة كمجموعة العربة و رواية الثعلب الذي يظهر ويختفي. وفي سنة 1999، قامت وزارة الثقافة المغربية بإصدار أعماله الكاملة. على المستوى الإنساني، عرف زفزاف بقربه من الناس وباحتضانه للأدباء الشباب. في 13 يوليوز 2001، توفي محمد زفزاف عن سن السادسة والخمسين إثر مضاعفات مرض السرطان.

## أعماله[3]
- حوار في ليل متأخر: قصص، وزارة الثقافة، دمشق 1970.
- المرأة والوردة: رواية، الدار المتحدة للنشر، بيروت، 1972.
- أرصفة وجدران: رواية، منشورات وزارة الإعلام العراقية، بغداد، 1974،
- بيوت واطئة: قصص، دار النشر المغربية، الدار البيضاء، 1977.
- قبور في الماء: رواية، الدار العربية للكتاب، تونس، 1978.
- الأقوى: قصص، اتحاد كتاب العرب، دمشق، 1978.
- الأفعى والبحر: رواية، المطابع السريعة، الدار البيضاء، 1979.
- الشجرة المقدسة: قصص، دار الآداب، بيروت، 1980.
- غجر في الغابة: قصص، المؤسسة العربية للدراسات والنشر، بيروت، 1982.
- بيضة الديك: رواية، منشورات الجامعة، الدار البيضاء، 1984.
- محاولة عيش: رواية، الدار العربية للكتاب، تونس، 1985.
- ملك الجن: قصص، إفريقيا الشرق، الدار البيضاء، 1988.
- ملاك أبيض: قصص، مطبوعات فصول، القاهرة، 1988.
- الثعلب الذي يظهر ويختفي، رواية، منشورات أوراق، الدار البيضاء، 1989.
- العربة، منشورات عكاظ، الرباط، 1993.
- الأعمال الكاملة: المجموعات القصصية في جزئين (376 ص و352 ص)
- الأعمال الكاملة: الروايات في جزئين (375 ص و365 ص)
- المهارة واللولوة (مسرحية)

## جائزة محمد زفزاف
تم تكريم زفزاف بِسنّ جائزة أدبية باسمه تمنح كل ثلاث سنوات خلال مهرجان أصيلة الثقافي الدولي بالمغرب (فاز بها السوداني الطيب صالح، 2002 م، والليبي إبراهيم الكوني 2005 م).

## وصلات خارجية
- محمد زفزاف على موقع أرشيف الشارخ.